# Sena (ime)
Sena je žensko osebno ime.

## Izvor imena
Ime Senja je različica ženskega osebnega imena Ksenija oziroma Senija.

## Pogostost imena
Po podatkih Statističnega urada Republike Slovenije je bilo na dan 31. decembra 2007 v Sloveniji število ženskih oseb z imenom Sena: 28.

## Osebni praznik
V koledarju je ime Sena uvrščeno k imenu Ksenija.